# Essener
Als Essēner oder Essäer, (hebräisch אִסִּיִים) wird eine nur literarisch belegte religiöse Gruppe im antiken Judentum vor der Zerstörung des zweiten Jerusalemer Tempels (70 n. Chr.) bezeichnet, deren wesentliche theologische Hauptmotive die „messianische Naherwartung“ und die „Kritik am unreinen Tempelkult“ in Jerusalem waren.
Nach verschiedenen Angaben zeitgenössischer Autoren befolgten sie strenge, zum Teil asketische Lebensregeln. Außer diesen literarischen Zeugnissen gibt es keine Beweise ihrer Existenz. Die seit 1952 einflussreiche These, sie seien identisch oder verwandt mit den Bewohnern von Qumran („Qumran-Essener“) und den Herstellern und Autoren einiger oder aller Schriftrollen vom Toten Meer, wird heute aufgrund der Befunde relativiert oder bestritten.
Die Gruppierung wurde von Philon von Alexandria, Plinius dem Älteren und Flavius Josephus beschrieben. Demnach war sie eine im 2. Jahrhundert v. Chr. entstandene jüdische Ordensgemeinschaft in Judäa, die eine Form des erhöhten Pharisäismus kultivierte, aber möglicherweise auch vom Zoroastrismus, Pythagoreismus und vom Buddhismus beeinflusst worden war. Neben den Essenern und der Qumran-Gruppierung wird noch die Gruppe der Nazoräer genannt, die den Essäern nahegestanden haben soll. Die Essener können gewissermaßen als eine Vereinigung angesehen werden, die Ähnlichkeit zu späteren Mönchsorden aufwies, die aber dem damaligen jüdischen Selbstverständnis nicht entsprach.

## Etymologie
Herkunft und Bedeutung der Namen für die Gruppierung sind unbekannt. Einige Autoren vermuten, sie seien vom hebräischen Ausdruck (hebräisch עוֹשֵׂה הַתּוֹרָה oseh hatorah) „Täter der Tora“ abzuleiten. In den bei Qumran gefundenen Schriften fehlt dieser Ausdruck; dort, wo er bisweilen erscheint, ist er keiner besonderen Gruppe zugeordnet, da alle Juden die Tora zu befolgen hatten.
Andere vermuten eine Herkunft des Namens vom aramäischen hasin und dem hebräischen Äquivalent hasidim (Fromme), nehmen also eine Nähe der Essener zu den um 300 v. Chr. im Judentum aufgekommenen Hasidäern („Chassidim“) an.
Der Name „Essener“  kann etymologisch von aramäisch חזן ḥāzên „rein, heilig“ abgeleitet werden. Nach der in Qumran gefundenen Gemeinderegel (1QS) bezeichnete sich die dortige Gruppe selbst als „Einung“  (aramäisch יחד jāḥad „Einung“).
Auf Griechisch wurde diese Gruppe Essaioi (altgriechisch Ἐσσηνοί) oder Essenoi, auf Lateinisch Essei oder Esseni genannt. Der christliche Bischof Epiphanius von Salamis (315–403) unterschied Jessaioi, samaritanische Essaioi und judäische Ossaioi voneinander.

## Lebensweise
Die männlich dominierte Gruppierung der Essener lebte in der Vorstellung, zu den ‚letzten wahren Gläubigen ihrer Zeit‘ und somit auch den ‚letzten Gläubigen am Ende der Zeit‘ zu gehören. Zu ihrer Endzeitlehre gehörte unter anderem die Vorstellung von der Auferstehung des Fleisches. Auch erwarteten sie einen welterschütternden Kampf zwischen den ‚Mächten des Guten‘ und den ‚Heeren des Bösen‘ als Vorzeichen der Endzeitkatastrophe.
Novizen, die der Gemeinschaft beitreten wollten, mussten vor den Angehörigen der Gemeinschaft einen Eid schwören, dass sie die Gottheit ehrten, ihre Pflichten gegenüber den Menschen erfüllen würden, dass sie niemanden, ob aus eigenem Antrieb oder auf Befehl hin Schaden zufügten, stets die Ungerechten hassten und den Gerechten beistünden, sowie Treue gegen jedermann und besonders gegenüber den Ranghöheren üben wollten.
Ein zentraler Sachverhalt ihres streng festgelegten Alltagslebens waren die täglichen Waschungen, die wahrscheinlich auf der Mikwe basierten, ein tägliches Kultmahl und die genau festgelegte soziale Rangordnung waren ferner charakteristisch. Die Mitglieder brachten ihr persönliches Eigentum in den Besitz der Gruppe ein; alle Güter wurden geteilt. Die Gruppierungen lebten fern größerer urbaner Ansiedlungen. Sie trugen weiße Kleidung und waren sexuell aversiv eingestellt; sie lehnten den intimen körperlichen Umgang mit Frauen ab.
Sie sollen Randgruppen, etwa Arme und Invaliden aus ihrer Gruppierung ausgesondert haben: „Jeder, der an seinem Fleisch geschlagen, ein an Füßen oder Händen Gelähmter, oder Hinkender, Blinder, Tauber, Stummer oder ein mit einem sichtbaren Makel an seinem Fleische Geschlagener, oder ein alter hinfälliger Mann ist, darf sich nicht in der Gemeinde halten.“

## Geschichte

### Antike Darstellungen und literarische Quellen
Alle frühen Erwähnungen dieser Gruppe oder Gruppen stammen von Autoren aus dem 1. Jahrhundert.

#### Philo von Alexandria
Philo von Alexandrien schrieb in Quod omnis probus liber sit („Über die Freiheit des Tüchtigen“) von 4000 Essäern in Syrien. Er erklärte, dass sie in Dörfern lebten und Städte mieden. Philo behauptete auch, dass sie weder Geld noch Großgrundbesitz hätten, ebenso keine Schiffe oder Sklaven. Sie stellten nach Philo keine Waffen her und betrieben keinen Großhandel. Anschließend beschrieb er als weitere Sondergruppe die Therapeuten mit ähnlichen Zügen.

#### Plinius der Ältere
Der römische Historiker Plinius der Ältere berichtete in Naturalis historia (Buch 5,73) von Esseni, die am Toten Meer nahe der Oase En Gedi als zölibatäre Gruppe ohne Geld gelebt hätten. In diesem Zusammenhang erwähnte er auch die Festung Masada.

#### Flavius Josephus
Flavius Josephus nannte die Essener wiederholt als dritte große jüdische „Partei“ neben Pharisäern und Sadduzäern. Er schrieb in De bello Judaico (2, 119–161), dass die Essener Philosophie betrieben. Sie „liebten einander“ mehr als alle übrigen jüdischen Gruppen. Flavius Josephus schrieb ferner, dass die Essener asketisch lebten und Umgang mit Frauen (Sexualität) ebenso wie Salbungen mit Öl ablehnten. Laut Flavius Josephus trugen Essener weiße Kleider. Zu ihren wirtschaftlichen Angelegenheiten schrieb Flavius Josephus, dass sie ihren ganzen Besitz beim Eintritt in die Gemeinschaft der Gruppe übereigneten. Ein dazu Gewählter verwalte den Gemeinbesitz. Die Essener, so Flavius, bewohnten keine besondere Stadt, sondern bildeten in jeder Stadt Gruppen. Essener nähmen Waffen nur auf Reisen zum Schutz vor Räubern mit.
Zu den Gewohnheiten, Bräuchen und Glaubensvorstellungen der Essener schrieb Flavius Josephus in De bello Judaico (2, 119–161) Folgendes: Sie beteten vor Sonnenaufgang und äßen nach Tischgebeten mittags und abends gemeinsam. Sie vergruben ihre Exkremente. Essener, so Flavius, betätigten sich als Heiler. Sie lehnten das Schwören ab, außer ihrem Eid beim Eintritt, „Ungerechte zu hassen und mit den Gerechten zu kämpfen“. Neuzugänge bei den Essenern müssten ein Noviziat ableisten und würden bei Regelverstößen ausgeschlossen. Essener befolgten den Sabbat streng. Essener seien ferner bereit, für die Tora zu sterben (Märtyrer) und glaubten an die Unsterblichkeit der Seelen zur Erlösung oder ewigen Strafe.
An anderer Stelle (18,11.18–22) ergänzte Flavius Josephus, dass Essener Gott nicht opferten, keine Ehen schlössen und keine Sklaven hielten. Sie betrieben Ackerbau und hätten Priester als Verwalter.
In seinen Antiquitates Iudaicae verglich Josephus die Essener mit den Pythagoräern. Sie hätten Herodes den Treueid verweigert, und dieser habe sie gewähren lassen. Er erwähnte auch einige Personen, die Essener gewesen seien: einen Weissager, einen Traumdeuter, einen späteren Oberbefehlshaber. Eventuell war auch der Asket Bannus, bei dem Josephus drei Jahre gelebt haben will, bevor er Pharisäer wurde, ein Essener.
In einer altrussischen Übersetzung von De bello Judaico wurden folgende Angaben zu den Essenern ergänzt: Sie würden weissagen und besäßen ein geheimes Buch mit Engelnamen. Eine Untergruppe der Essener heirate und zeuge Kinder, lebe aber von den anderen getrennt. Essener seien sehr gastfreundlich und sängen nachts.

#### Spätere Autoren
Spätere christliche Autoren beschrieben die Essener meist in Zitaten oder Zusammenfassungen früherer Angaben. Hegesipp nahm sie in seine Liste jüdischer Häresien auf; so auch Hippolyt von Rom, der die Beschreibung des Josephus übernahm. Eusebius von Caesarea (praep ev 8,11 – in einem Zitat aus Philo) zufolge lebten sie in Dörfern und Städten – damit harmonisierte er wohl den Widerspruch zwischen Philo und Josephus in diesem Punkt –, sie seien ältere Männer mit wenig Besitz, die Essen und Kleidung miteinander teilten. Synesios von Kyrene (370–412) zitierte Dion Chrysostomos (um 40–112): Die Essener wohnten in einer „glücklichen Stadt“ am Toten Meer nahe dem untergegangenen biblischen Sodom. Falls authentisch, wäre diese Angabe die älteste.

## Schriftrollen vom Toten Meer (Qumrantexte)
Qumrân ehemals am Süd-Westufer des Toten Meeres gelegen, war bis zu ihrer Zerstörung im Jahr 68 n. Chr., zur Zeit des Jonatan Makkabäus, von Mitgliedern einer streng asketisch, disziplinierten und ordensähnlichen Glaubensgemeinschaft bewohnt, die obgleich sie Ähnlichkeiten mit den Essenern zeigte, mit dieser Gruppierung wahrscheinlich nicht identisch war.
Der Begriff „Essener“ kommt explizit in keinem Qumrantext vor. In den bei Qumrân gefundenen Schriften aus etwa 250 v. Chr. bis 70 n. Chr. fanden sich einige Texte, die eventuell auf eine jüdische Sondergemeinschaft hindeuten: die „Gemeinderegel“ (1QS), als Anhang dazu die „Gemeinschaftsregel“ (1QSa), die „Damaskus-Schrift“, die „Kriegsrolle“ (1QM und 4Q491-496), die „Tempelrolle“ (11QTa.b), die „Kupferrolle“ (3Q15) und der „Habakuk-Kommentar“ (1QpHab) (Päschär des Propheten Habakuk). 1QS und 1QSa berichten von einer jachad (Einung) genannten Gruppe, die eine gemeinsame Kasse, Mahlzeiten, Probezeit für Neumitglieder kannte und denen, die gegen ihre Regeln verstießen, den Ausschluss androhte.
In keiner der etwa 850 Schriften fand man jedoch Hinweise auf Esseni oder Essaioi oder Begriffe, die sich als deren Wortwurzel deuten lassen. Für Askese und Zölibat fanden sich dort ebenso wenig Belege wie für einen Schicksals- und Unsterblichkeitsglauben. Die Vielfalt der behandelten Themen lässt sich keiner bestimmten jüdischen Gruppe zuordnen.

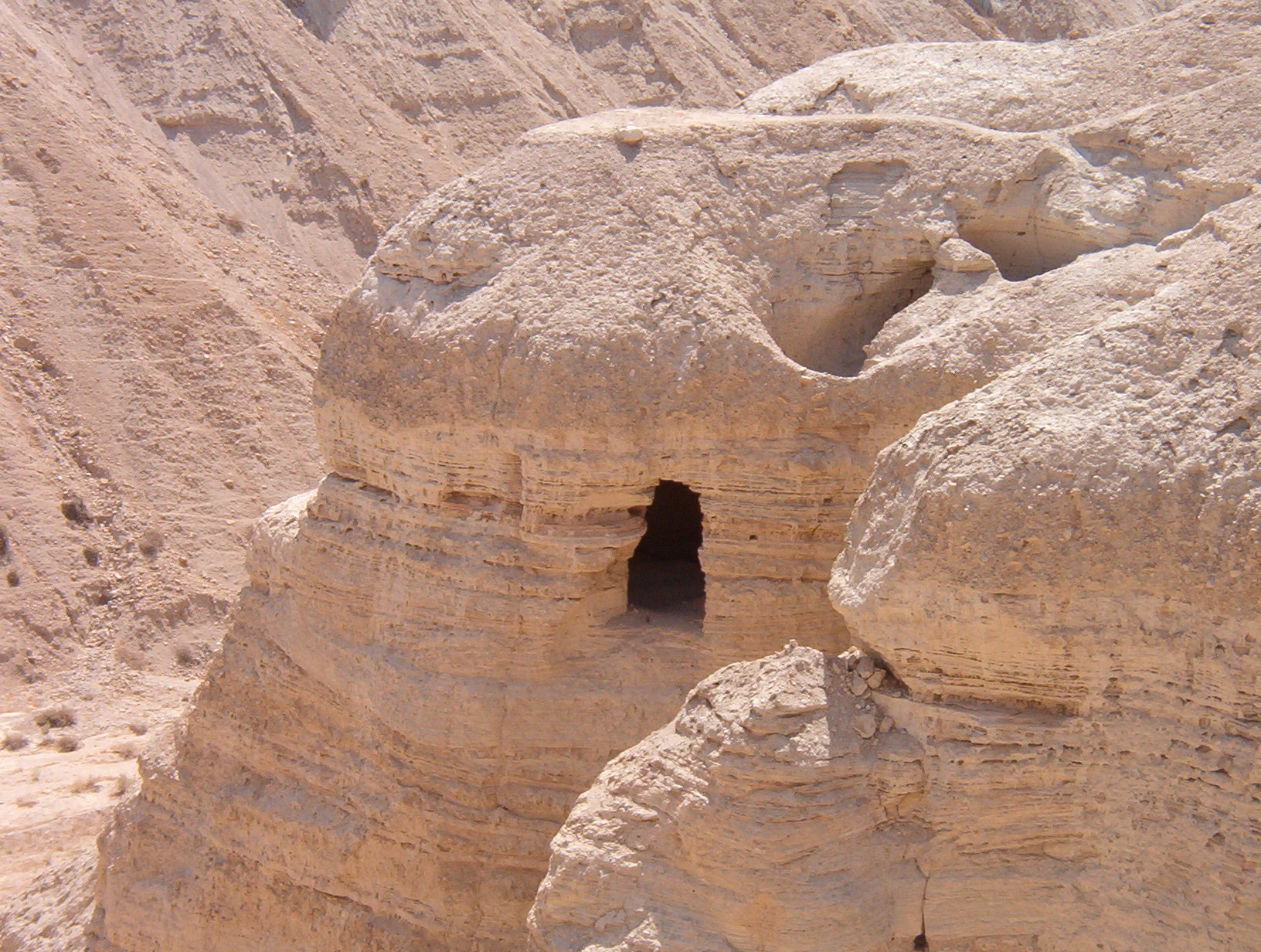
Eine der Höhlen bei Qumran, wo Schriftrollen gefunden wurden.

## Historische Beurteilungen
Die Gruppierung gründete sich wahrscheinlich um das Jahr 165 v. Chr. Also um die Zeit des Endes des Makkabäeraufstandes von 168 bis 164 v. Chr. Die Makkabäer beendeten die Herrschaft des Seleukidenreiches über Judäa und führten den traditionellen jüdischen Tempeldienst wieder ein. Der erste Hohepriester aus ihren Reihen war Johannes Hyrkanos I.,  der von 135 bis 104 v. Chr. in Judäa regierte. Sie beseitigten den zuvor im zweiten Jerusalemer Tempel aufgestellten Zeus-Altar, den hellenisierte Juden, die JHWH mit Zeus gleichsetzten und auf griechische Art verehrten, errichtet hatten.
Die antiken Angaben ergeben das Bild einer asketischen, fast nur aus Männern bestehenden, überwiegend zölibatär und nahezu besitzlos lebenden Gruppe, die nicht auf bestimmte Wohnorte begrenzt war. Darüber hinaus finden sich wenige präzise und auf einen bestimmten Gruppentyp hindeutende Merkmale und keine Orte, Daten oder Personen, die auch andere Quellen Essenern zuordnen.
Asketische Lebensweise und ein zeitweiser Aufenthalt in unbewohnter Wüstengegend wird auch von anderen damaligen Juden berichtet, darunter Josephus selbst, Johannes der Täufer und Jesus von Nazaret. Essener oder eine Gruppe mit den ihnen zugeschriebenen Merkmalen werden weder im Neuen Testament (NT) noch im späteren Talmud erwähnt. Die ihnen zugeschriebenen Motive der Gütergemeinschaft und Besitzaufgabe waren auch für die Pythagoräer sowie später das Urchristentum bekannt. Das gemeinsame Mahl und der mögliche Ausschluss bei Regelverstößen waren Kennzeichen vieler antiker Vereine, die kein Zusammenwohnen voraussetzten. Damit erwiesen sich gerade jene in antiker Literatur erwähnten Merkmale, die auch die Gemeinschaftstexte der Schriftrollen enthalten, als wenig aussagekräftig.
Roland Bergmeier bewies 1993, dass Josephus und Philo den Essenern viele Züge zuschrieben, die früher den Pythagoräern zugeschrieben worden waren. Daher nimmt er an, dass ihnen eine gemeinsame literarische Quelle dazu vorlag. Diese Züge repräsentierten ein im Hellenismus allgemein bekanntes Idealbild, das der damaligen patriarchalischen Sozialordnung gegenübergestellt wurde. Den Essenern wurden also Lebens- und Verhaltensweisen nachgesagt, die man sich für die Mehrheitsgesellschaft wünschte, die aber nicht unbedingt tatsächlich praktiziert wurden.
So gleicht ihr Bild dem später gezeichneten Bild anderer „Aussteiger“, etwa den Rechabitern oder Eliajüngern bei den Juden, den Gymnosophisten bei den Griechen, den Karmeliten bei den Christen im Mittelalter.
Jacob Neusner argumentierte, dass sich die Essener vom Tempelkult der Pharisäer und Sadduzäer distanzierten, da sie eine andere religiöse Praxis und Sichtweise des Judentums entwickelten. Sie waren eine Gemeinschaft, die besonders die Reinheit und die Einhaltung der Tora betonte und sich von den religiösen Strukturen des Jerusalemer Tempels entfernte.

„(…) Für die essenische Gemeinschaft hatte die Zerstörung des Tempelkultes schon lange vor 70 stattgefunden. Mit der Ablehnung des Tempels und seines Opferkultes stand die Gemeinde einer Welt ohne Jerusalem gegenüber, obwohl die Stadt noch existierte. Die Gründer der Qumrangemeinde waren Tempelpriester, die sich als die Fortführer der waren priesterlichen Linie betrachteten. Für sie war der alte Tempel zur Zeit der Makkabäer zerstört worden, als er in die Hände von Usurpatoren fiel. Sein Kult war verunreinigt, nicht durch die Römer, sondern durch den Aufstieg eines Hohepriesters, der nicht aus einer der echten priesterlichen Familien stammte. Weiter verwarfen sie den in Jerusalem gültigen Kalender. Sie zogen daher aus, um einen neuen Tempel für ihren Gottesdienst zu schaffen, bis Gott, durch den Messias aus dem Haus Aaron, den wahren Tempel wieder aufrichten würde. Die essenische Gemeinde glaubt, daß die Gottesgegenwart Jerusalem verlassen habe und zu ihnen an das Tote Meer gekommen sei. (…) In gewisser Weise war dies eine «Spiritualisierung» des alten Tempels, der der Tempel war nun die Gemeinde, und der Tempelgottesdienst wurde ausgeführt durch Torastudium und -erfüllung der Gemeinde. (…)  (…) Wenn der alte Tempel zerstört ist, wie kann dann Israel Sühne schaffen? Die essenische Antwort  lautet,  daß das Leben  der Gemeinde in vollkommenem Gehorsam zum Gesetz als das wahre Opfer im neuen Tempel dargebracht wird. Die Gemeinde übernimmt daher die Heiligkeit und die Funktionen des Tempels und ist so das einzige Mittel,  die Heiligkeit in Israel zu bewahren und Sühne für Sünde zu schaffen. (…)“

## Spekulative Theorien

### Jesus und die Essener
Die Essener werden in populärer fiktionaler und esoterischer Literatur oft herangezogen, um neutestamentliche Angaben zu Jesus spekulativ zu ergänzen, umzudeuten und durch ein anderes Jesusbild zu ersetzen. Dies betrifft zum einen Jesu Herkunft, die als nichtjüdische, zum anderen seine Kreuzigung, die als Scheintod erwiesen werden soll.
Johann Georg Wachter (1673–1759) stellte 1713 als Erster die These auf, Jesus sei ein Zögling der Essäer gewesen. Der evangelische Theologe Karl Heinrich Georg Venturini (1768–1849) vertrat ab 1800 im Rahmen der damaligen rationalistischen Versuche, die Wunder und die Auferstehung Jesu auf natürliche Weise zu erklären, folgende Theorie: Die Essener seien ein besonders heilkundiger jüdischer Geheimbund gewesen. Jesus sei bei ihnen aufgewachsen und in seiner Jugend von ihnen zum Heiler ausgebildet worden. Mit ihrer überlegenen Heilkunst habe er die scheinbaren Wunder vollbracht und die Kreuzigung überlebt. Diese Theorie wird auch von der muslimischen Ahmadiyya-Lehre vertreten. Danach sei Jesus in seinem Grab genesen und anschließend nach Kaschmir ausgewandert, um die verlorenen Stämme Israels zu suchen. Nach seinem Tod im Alter von 120 Jahren sei er dann unter dem Namen Yuz Asaf im Roza Bal in Srinagar begraben worden.
1849 erschien in Leipzig ein Buch ohne Autorenangabe mit dem Titel Wichtige historische Enthüllungen über die wirkliche Todesart Jesu. Nach einem alten, in Alexandrien gefundenen Manuskripte von einem Zeitgenossen Jesu aus dem heiligen Orden der Essäer. Aus einer lateinischen Abschrift des Originals übersetzt. Die Bibliothek habe dem ägyptischen Zweig der Essäer gehört, der arischer Herkunft gewesen sei. Jesu Familie habe ihm angehört und sei nach Jesu Geburt dorthin geflohen. Nach Jesu angeblichem Tod hätten sich die Essäer nach ihm erkundigt. Der Ordensälteste in Jerusalem habe brieflich geantwortet: Er habe Jesu Kreuzigung als Augenzeuge miterlebt. Jesus sei dabei in ein Koma gefallen und später durch die medizinischen Künste von zwei Essäern – Joseph von Arimathäa und Nikodemus – heimlich wiederbelebt worden. Allerdings sei er sechs Monate später an den Folgen der Folter gestorben. Das Buch erfuhr in zwei Jahren sieben Auflagen und ging in viele Folgeschriften dieser Art ein. Als Autor wurde schon 1849 der Medizinprofessor Hermann Klencke (1813–1881) vermutet, der als Plagiator bekannt war und weitere Bücher über die Essäer verfasste.
1867 veröffentlichte Friedrich Clemens Gierke unter dem Pseudonym Friedrich Clemens ein „Urevangelium der Essäer“, das er ebenfalls als sensationellen Fund ausgab. Darin behauptet ein Ich-Erzähler genaue Detailkenntnisse der Kreuzigung Jesu: Er selbst habe die Heilmittel geholt, mit denen sie Jesu Leben gerettet hätten. Das Buch wurde schon 1868 als auf dem Essäerbuch von 1849 beruhende Fälschung erwiesen. Die Theorie wurde gleichwohl immer wieder aufgegriffen und variiert, so mit der bekannten These „Jesus in Indien“. Sie diente auch einigen Vorläufern der Deutschen Christen dazu, einen „arischen Jesus“ zu behaupten.
In Betrachtung der (frühen) ‚jesusanischen Worte‘ ist auffällig, dass Jesus von Nazaret fern von Kulten, Ritualen oder äußerlichen Frömmigkeitspraktiken war. Hingegen war die qumranische Glaubensgemeinschaft stark an priesterlichem und rituell-kultischem, somit veräußerlichtem Denken zugewandt.
Aus der in Qumran gefundenen Gemeindeordnung (1QSa) ist zu entnehmen, dass der kommende Messias sich der hohepriesterlichen Funktion unterordnen und in gemeinsamer Verbindung wirken würde. Das steht im Widerspruch zu der mutmaßlichen Haltung der Essener, welche die Hohenpriester keineswegs hochschätzten, ein Indiz dafür, dass es sich bei der ‚Gemeinschaft von Qumran‘ um eine eigenständige Gruppierung handelte.
Jesus grenzte keine Randgruppen aus, vielmehr schloss er sie in das Gottesvolk mit ein, die Armen, benachteiligten Frauen, Zöllner, Huren und integrierte Kranke, Aussätzige, Unreine und Besessene. Dies ist eine Haltung, die ihn von den Essenern klar unterscheidbar machte.

### Buddhistische Mission und Essener
Der indische Kaiser Ashoka (er regierte etwa 268 – 232 v. Chr.) sandte erstmals religiöse Gesandtschaften bzw. buddhistische Mönche nach Kleinasien, ins Seleukiden-, Ptolemäer- und Antigonidenreich aus, die die Kunde von der friedfertigen buddhistischen Botschaft verbreiten sollten (siehe auch Edikte des Ashoka und drittes buddhistisches Konzil).
So ist eine Hypothese, dass die θεραπευτής Buddha-Mönche (Bhikkhu) waren, die hundert Jahre vor der Geburt Jesu unter der Bezeichnung „Theraputti“ (Therapeuten) als Missionare des zum Buddhismus konvertierten indischen Herrschers Ashoka in Ägypten Klöster betrieben hätten. Ptolemaios II. Philadelphos stand nach den Inschriften des 13. Großen Edikts des Ashoka um 250 v. Chr. mit Ashoka, dem dritten indischen König der Mauryas, in Kontakt. So sandte letzterer „Religionsbeauftragte“ (dharmamahāmātra) in das Reich des Ptolemaios (Tulamaya), (so zu Ptolemaios II. Philadelphos (Regent von 285-247 v. Chr.) und Ptolemaios III. Euergetes I. (Regent von 246–222 v. Chr.)).
Philon von Alexandria sah die Essener in Beziehung zu den Therapeuten in vornehmlich Alexandria.

### Geheimes Friedensevangelium der Essener
Edmond Bordeaux Szekely (1905–1979) gab seit 1933 in immer neuen Auflagen ein „Geheimes Evangelium“ oder ein „Friedensevangelium der Essener“ heraus, das er aus einer in Vatikanarchiven entdeckten aramäischen Handschrift übersetzt haben will. Der Inhalt ist eine weitere Spekulation über die Essener vor der Entdeckung der Schriftrollen in Qumran, offenbar beeinflusst durch die im Abschnitt „Jesus und die Essener“ genannten Spekulationen. Der Schwerpunkt liegt auf einer „biogenen“ Lebensweise, die die Heilkraft von „Mutter Erde“ nutzt.